# موريس الكسندر (لاعب كرة قدم أمريكية)
موريس الكسندر (بالإنجليزية: Maurice Alexander) هو لاعب كرة قدم أمريكية أمريكي، ولد في 16 فبراير 1991 في سانت لويس في الولايات المتحدة.

## وصلات خارجية
- موريس الكسندر على موقع مرجع كرة القدم المحترفة.كوم (الإنجليزية)